# Пунакюла
Пу́накюла (ест. Punaküla) — село в Естонії, у волості Пиг'я-Сакала повіту Вільяндімаа.

## Населення
Чисельність населення на 31 грудня 2011 року становила 61 особу.

## Географія
Через населений пункт проходить автошлях 92 (Тарту — Вільянді — Кілінґі-Нимме).

## Історія
З 19 грудня 1991 до 21 жовтня 2017 року село входило до складу волості Кипу.